# Alexandre Cahours
Alexandre Cahours (parfois orthographié Cahour), né le 16 février 1909 à Donville-les-Bains et mort le 31 décembre 1983 au Havre, est un footballeur français, professionnel dans les années 1930. Durant sa carrière, il évolue au poste de demi au Havre AC, à l'Olympique lillois et au Stade rennais. Avec ce dernier club, il dispute la finale de la Coupe de France en 1935.

## Biographie
Alexandre Cahours naît le 16 février 1909 à Donville-les-Bains, station balnéaire de la Manche, située à côté de Granville. Il fait ses débuts de joueur avec Le Havre AC, alors que le professionnalisme n'a pas encore été autorisé dans le football français. Du reste, le club havrais n'adhère pas au professionnalisme lorsque celui-ci est instauré en 1932, et choisit d'attendre l'année suivante pour participer au championnat de deuxième division. 
Alexandre Cahours ne découvre pas ce niveau avec le HAC, puisqu'il est recruté en 1933 par le Stade rennais, qui évolue lui en Division 1 depuis l'année précédente. Sous les ordres de l'entraîneur-joueur écossais Philip McCloy, il joue son premier match professionnel le 3 septembre 1933, sur le terrain du FC Antibes, associé au milieu de terrain à Robert Le Moal et Adolphe Touffait,. Principalement titularisé aux côtés de ces deux joueurs, Alexandre Cahours est titulaire durant la quasi-intégralité de sa première saison rennaise, jouant vingt-cinq des vingt-six journées de championnat. Systématiquement titulaire en Coupe de France, le joueur et ses coéquipiers échouent en quarts de finale contre l'Olympique de Marseille.
La saison suivante, le Stade rennais recrute trois joueurs qui viennent concurrencer Alexandre Cahours au milieu de terrain : le polyvalent Gaston Gardet, capable également d'évoluer en attaque et en défense, l'international français Jean Laurent, et l'international argentin Carlos Volante (en). L'ancien havrais conserve néanmoins sa place de titulaire, le plus souvent associé à Laurent et Volante au milieu, alors que Gardet glisse en défense. Il termine cependant la saison repositionné sur l'aile gauche de l'attaque par son entraîneur Pepi Schneider : c'est d'ailleurs à ce poste qu'Alexandre Cahours joue la finale de la Coupe de France, au stade olympique de Colombes. Le Stade rennais, qui dispute la deuxième finale de son histoire dans cette épreuve, s'incline pour la seconde fois. Après avoir perdu face au Red Star la finale de l'édition 1922, le club breton est, comme l'année précédente, battu par l'Olympique de Marseille,. Durant cette saison, Alexandre Cahours marque six buts en vingt-quatre matchs de championnat, et quatre buts en six rencontres de Coupe de France,. 
À la suite de ce revers, Alexandre Cahours quitte le Stade rennais, et rejoint l'Olympique lillois, où il poursuit sa carrière professionnelle en Division 1,. En 1936, pour sa première saison au sein du club lillois, il participe à la seconde place finale de son club au classement, devancé par le Racing Club de Paris. En janvier 1938, Alexandre Cahours retourne finalement au Havre AC, et y termine sa carrière professionnelle en jouant en deuxième division.
Alexandre Cahours meurt le 31 décembre 1983, au Havre, à l'âge de 74 ans.

## Statistiques
| Saison                | Club                  | Championnat           | Championnat | Championnat | Coupe(s) nationale(s) | Coupe(s) nationale(s) | Total | Total |
| Saison                | Club                  | Division              | M.          | B.          | M.                    | B.                    | M.    | B.    |
| 1933-1934             | Stade rennais UC      | Division 1            | 25          | 0           | 5                     | 0                     | 30    | 0     |
| 1934-1935             | Stade rennais UC      | Division 1            | 24          | 6           | 6                     | 4                     | 30    | 10    |
| Total sur la carrière | Total sur la carrière | Total sur la carrière | 49          | 6           | 11                    | 4                     | 60    | 10    |

## Palmarès
Avec le Stade rennais, Alexandre Cahours dispute la finale de la Coupe de France 1934-1935, remportée par l'Olympique de Marseille. Il est également vice-champion de France en 1936, avec l'Olympique lillois.